# تيمو فيرنر
تيمو فيرنر (تُلفظ بالألمانية: [ˈtiːmoː ˈvɛɐ̯nɐ]؛؛ مواليد 6 مارس 1996 بمدينة شتوتغارت في ألمانيا) هو لاعب كرة قدم ألماني يلعب في مركز الهجوم مع نادي توتنهام هوتسبير في الدوري الإنجليزي الممتاز على سبيل الإعارة من نادي آر بي لايبزيغ، ويلعب أيضاً مع منتخب ألمانيا لكرة القدم.
عندما شارك لأول مرة في عام 2013، أصبح فيرنر أصغر لاعب على الإطلاق يمثل نادي شتوتغارت وأصبح لاحقًا أصغر لاعب يسجل هدف للنادي على الإطلاق. لعب أكثر من 100 مباراة مع شتوتغارت قبل أن ينضم إلى آر بي لايبزيغ في عام 2016 مقابل رسوم انتقال قياسية للنادي بـ10 ملايين يورو. خلال فترة وجوده مع الناديين، حصد فيرنر الأرقام القياسية المحلية لكونه أصغر لاعب يصل إلى 50 و100 و150 و200 مباراة في الدوري الألماني، على الرغم من كسر الرقمين الأخيرين لاحقًا من قبل كاي هافيرتس، وقع فيرنر مع نادي تشيلسي الإنجليزي في يوليو 2020.
كان فيرنر هدافًا مميز في فئات الشباب للمنتخب الألماني، حيث سجل 34 هدفًا في 48 مباراة عبر مختلف مستويات الفئات العمرية. شارك لأول مرة مع المنتخب الألماني الأول في عام 2017 وفي نفس العام ساعد منتخب بلاده في الفوز بكأس القارات 2017 حيث حصل على جائزة الحذاء الذهبي في البطولة بتسجيله لثلاثة أهداف. تم اختياره أيضًا لتمثيل ألمانيا في كأس العالم 2018.

## النشأة
ولد فيرنر في شتوتغارت، بادن–فورتمبيرغ لغونتر شوه، لاعب كرة قدم، وسابين فيرنر.

## مسيرته الكروية

### شتوتغارت

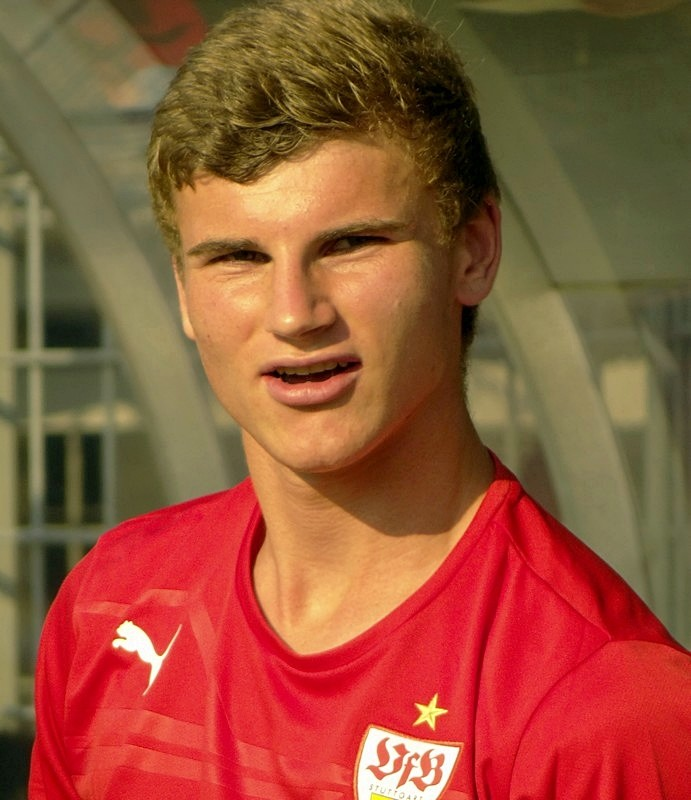
فيرنر مع شتوتغارت في 2013

خرج فيرنر من أكاديمية شتوتغارت، ومثل النادي في مختلف مستويات الشباب. خلال موسم 2012–13، تمت ترقيته إلى فريق تحت 19 سنة رغم أنه كان عمره ستة عشر عامًا فقط في ذلك الوقت. سجل 24 هدفاً للحملة وتمت مكافأته على مستواه عندما فاز بالميدالية الذهبية لأقل من 17 وسام فريتز والتر سنة 2013
قدم أول ظهور له في وقت لاحق من ذلك العام في مباراة التأهل لبطولة دوري ابطال أوروبا موسم 2013–14 ضد نادي بوتيف بلوفديف البلغاري عند القيام بذلك، أصبح أصغر لاعب يلعب في مباراة رسمية لشتوتغارت في سن 17 سنة وأربعة أشهر و25 يوماً، وهو ما خرق الرقم القياسي الذي كان يملكه في السابق جيرهارد بوشنر. في الأسابيع التالية أصبح أيضا أصغر لاعب في شتوتغارت على الإطلاق في الدوري الألماني وفي كأس ألمانيا، وأصغر الهدافين من أي وقت مضى بعد تسجيل هدفه الأول للنادي ضد إينتراخت فرانكفورت. وكسر رقمًا قياسيًا آخر في 10 نوفمبر عندما سجل ثنائية في الفوز 3–1 على نادي فرايبورغ، وبذلك أصبح أصغر لاعب في تاريخ البوندسليجا لتسجيل ثنائية في مباراة واحدة.
في عيد ميلاده الثامن عشر، وقع فيرنر عقدًا احترافيًا حتى يونيو 2018 مع نادي شتوتغارت. ذهب إلى تحقيق 14 هدفا في 96 مباراة في الدوري، وخلال هذه الفترة أصبح أصغر لاعب يحقق 50 مباراة في الدوري الألماني في تاريخ المسابقة.تم قطع الرقم القياسي في وقت لاحق من قبل كاي هارفتس في عام 2018. تم هبوط شتوتغارت في مايو 2016 مما دفعه للانضمام إلى نادي آر بي لايبزيغ الجديد الذي تم ترقيته في الشهر التالي

### لايبزيغ

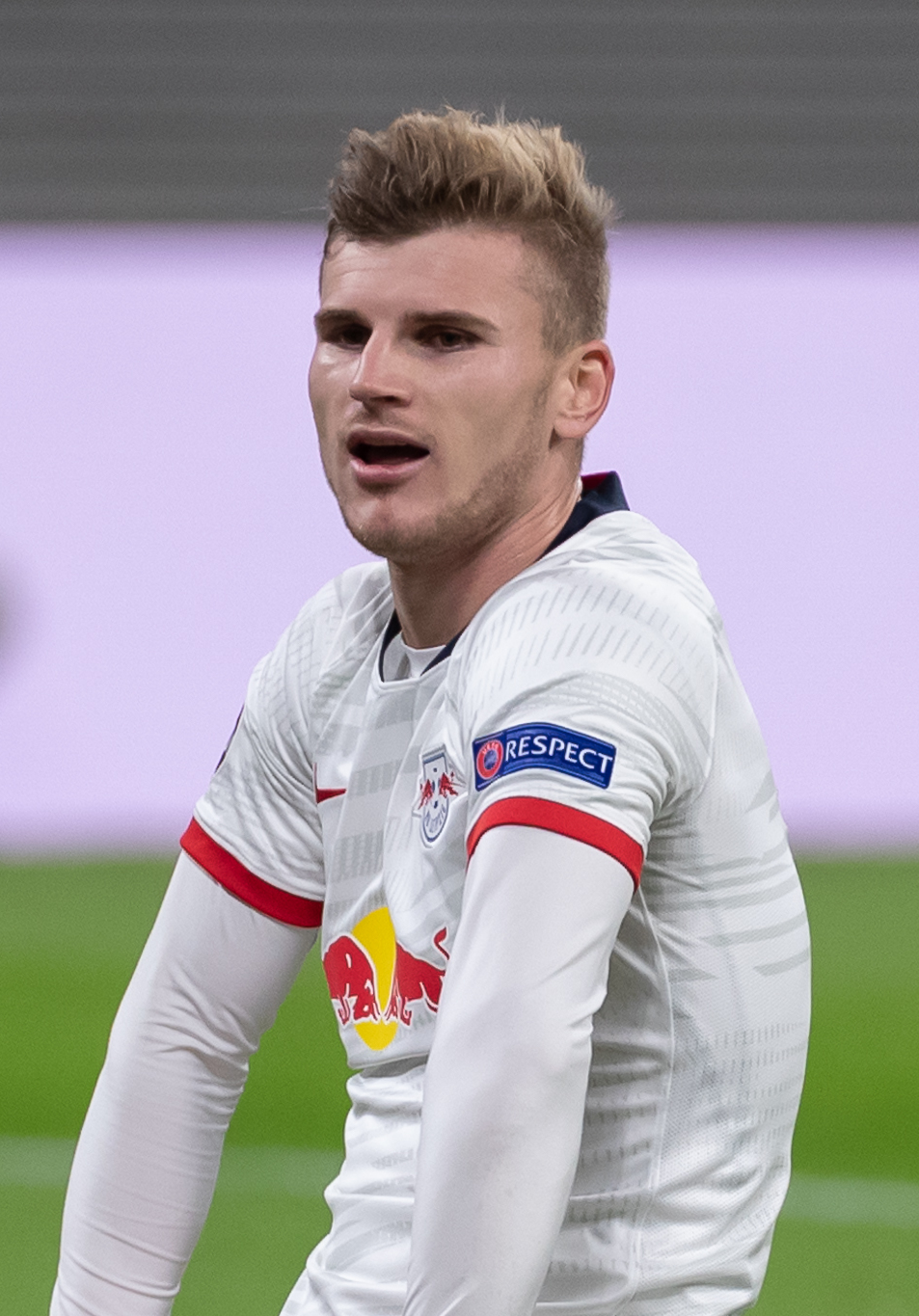
فيرنر يلعب مع آر بي لايبزيغ في 2019

في 11 يونيو 2016، وافق فيرنر على عقد مدته أربع سنوات مع آر بي لايبزيغ مقابل رسم نقل مبلغ 10 ملايين يورو، وهو الأكبر في تاريخ النادي. في 26 سبتمبر 2016، أصبح أصغر لاعب يلعب في 100 مباراة في الدوري الألماني عندما شارك في مباراة ضد كولن في سن العشرين و203 أيام. بفعل ذلك، كان أفضل من سجله في السابق من قبل يوليان دراكسلر بـ 22 يومًا. أنهى فيرنر موسم 2016–17 في الدوري برصيد 21 هدفاً، مما جعله أكبر هداف ألماني في الدوري، وساعد آر بي لايبزيغ على التأهل لدوري أبطال أوروبا لأول مرة في تاريخ النادي.
في 11 يونيو 2016 ، وافق فيرنر على عقد مدته أربع سنوات مع RB Leipzig مقابل رسوم نقل تبلغ 10 ملايين يورو، وهي الأكبر في تاريخ النادي. في 26 سبتمبر 2016 ، أصبح أصغر لاعب يلعب في 100 مباراة في الدوري الألماني عندما ظهر في مباراة ضد 1. FC Köln بعمر 20 عامًا و 203 يومًا. وبذلك، تمكن من تحسين الرقم القياسي الذي احتفظ به جوليان دراكسلر بـ22 يومًا، على الرغم من أن هافرتز تجاوزه مرة أخرى في عام 2019. [19] [20] أنهى فيرنر موسم 2016-2017 في الدوري الألماني برصيد 21 هدفًا، مما جعله الهداف الألماني الرائد في القسم، وساعد RB Leipzig في التأهل إلى دوري أبطال أوروبا UEFA لأول مرة في تاريخ النادي. [21] [22]
في مارس 2018، في مباراة ضد ناديه السابق، شتوتغارت، أصبح فيرنر أصغر لاعب يصل إلى رقم 150 مباراة في الدوري الألماني، متفوقاً على الرقم القياسي الذي كان يملكه كارل هاينز كوربل. في وقت لاحق من ذلك الشهر، ساعد ليبزيغ على هزيمة بايرن ميونخ للمرة الأولى على الإطلاق عندما سجل هدف الفوز في الفوز 2–1. في النهاية، سجل 13 هدفًا وصنع 7 أخرى لهذا الموسم.
في 7 أكتوبر 2018، سجل فيرنر ثنائية في فوز 6–0 بالدوري على نورنبرغ، كان الهدف الأول هو هدفه الخمسين في الدوري الألماني. وكانت النتيجة أيضًا أكبر فوز لآر بي لايبزيغ على الإطلاق في البطولة. في الشهر التالي، سجل ثنائية في الفوز 3–0 بالدوري على هرتا برلين، وبذلك سجل عاشر ثنائية له في في مسيرته. وصل إلى 10 أهداف في الدوري لهذا الموسم في 16 ديسمبر بعد تسجيله ثنائية في الفوز 4–1 على ماينز 05. كانت ثنائية ضد ماينتس 05 هدفه الخامس في الموسم، مما يعني أنه بحلول تلك المرحلة من الموسم في كل مرة يسجل فيها في المباراة يكمل ليسجل ثنائية. في 27 يناير 2019، شارك في مباراته رقم 100 له مع آر بي لايبزيغ عندما شارك كأساسي في الفوز 4–0 في الدوري على فورتونا دوسلدورف. أصبح أول لاعب يسجل 50 هدفًا في الدوري الألماني للنادي في 4 مايو عندما سجل هدف وصنع آخر في التعادل 3–3 مع ماينتس 05.
سجل فيرنر أول هاتريك له في الدوري الألماني في الفوز 3–1 خارج ملعبه على بوروسيا مونشنغلادباخ في 30 أغسطس 2019. لعب مباراته رقم 100 في الدوري مع النادي في 5 أكتوبر، خلال مباراة التعادل 1–1 مع باير 04 ليفركوزن. في بداية الشهر التالي، سجل هاتريك آخر ووصنع ثلاث أهداف لقيادة لايبزيغ للفوز 8–0 على ماينس 05، وهو أكبر فوز للنادي على الإطلاق في الدوري الألماني. في 23 نوفمبر، أصبح أصغر لاعب يصل إلى 200 مباراة في الدوري الألماني.
في مباراته الأخيرة كلاعب للايبزيغ في 27 يونيو 2020، سجل فيرنر هدفي فريقه في الفوز 2–1 خارج أرضه على آوغسبورغ. ومن ثم، أنهى مسيرته في لايبزيغ برصيد 95 هدفًا، ليصبح الهداف التاريخي للنادي، متجاوزًا دانيال فران.

### تشيلسي

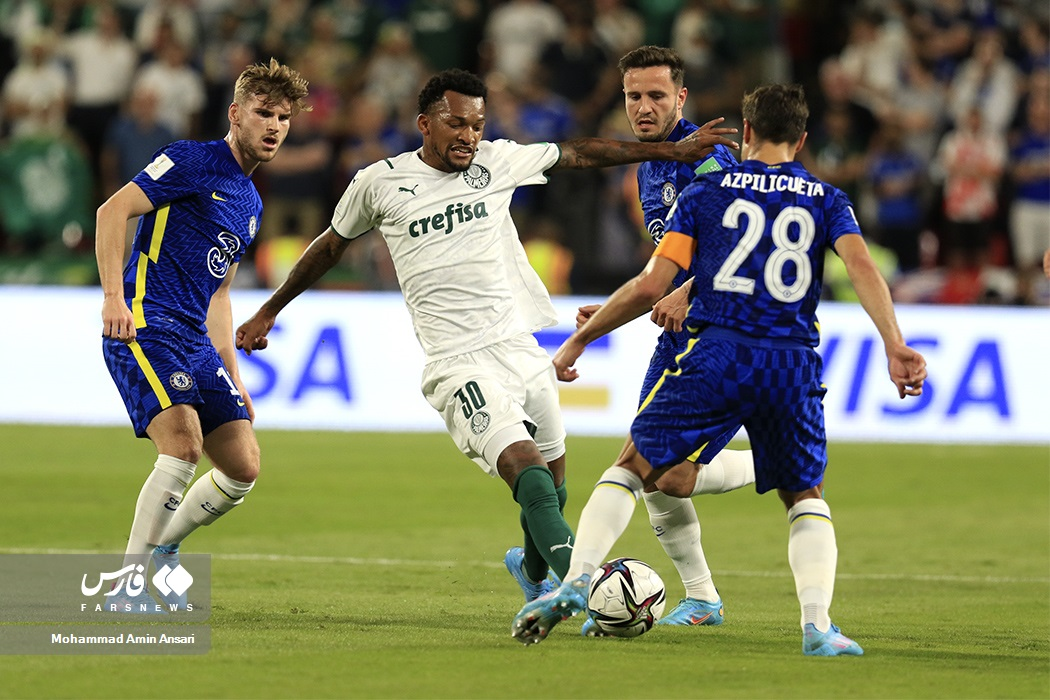
فيرنر (يسار) في مباراة مع فريقه تشيلسي ضد بالميراس البرازيلي في نهائي كأس العالم للأندية 2021

في 18 يونيو 2020، وافق فيرنر على التوقيع مع نادي تشيلسي الإنجليزي، الذي قام بتنشيط شرطه الجزائي البالغ 47.5 مليون جنيه إسترليني، بعقد مدته خمس سنوات. انضم إلى النادي في 1 يوليو.
شارك لأول مرة في الدوري مع النادي في 14 سبتمبر، في الفوز 3–1 خارج ملعبه على برايتون أند هوف ألبيون. في 29 سبتمبر، سجل فيرنر هدفه الأول لتشيلسي في مباراة التعادل 1–1 ضد توتنهام هوتسبير التي خسرها 5–4 بركلات الترجيح في الجولة الرابعة من كأس الرابطة. في 17 أكتوبر، سجل فيرنر أول هدفين له في الدوري الإنجليزي الممتاز بثنائية وصنع هدف كاي هافيرتس الثالث حيث تعادل تشيلسي مع ساوثهامبتون 3–3 على أرضه. في 28 أكتوبر، سجل هدفه الأول في دوري أبطال أوروبا مع تشيلسي، من ركلة جزاء ضد فريق كراسنودار الروسي. في 15 فبراير 2021، سجل فيرنر في الفوز 2–0 على نيوكاسل يونايتد في الدوري الإنجليزي الممتاز وأنهى صيامه التهديفي الذي دام 14 مباراة في الدوري.
حقق فيرنر لقب دوري أبطال أوروبا 2020–21 مع تشيلسي بعد الفوز في النهائي على مواطنه مانشستر سيتي 1 - 0. وأحرز بعدها لقب كأس العالم للأندية 2021 بعد فوزه في النهائي على بالميراس البرازيلي 2 - 1.

## مسيرته الدولية

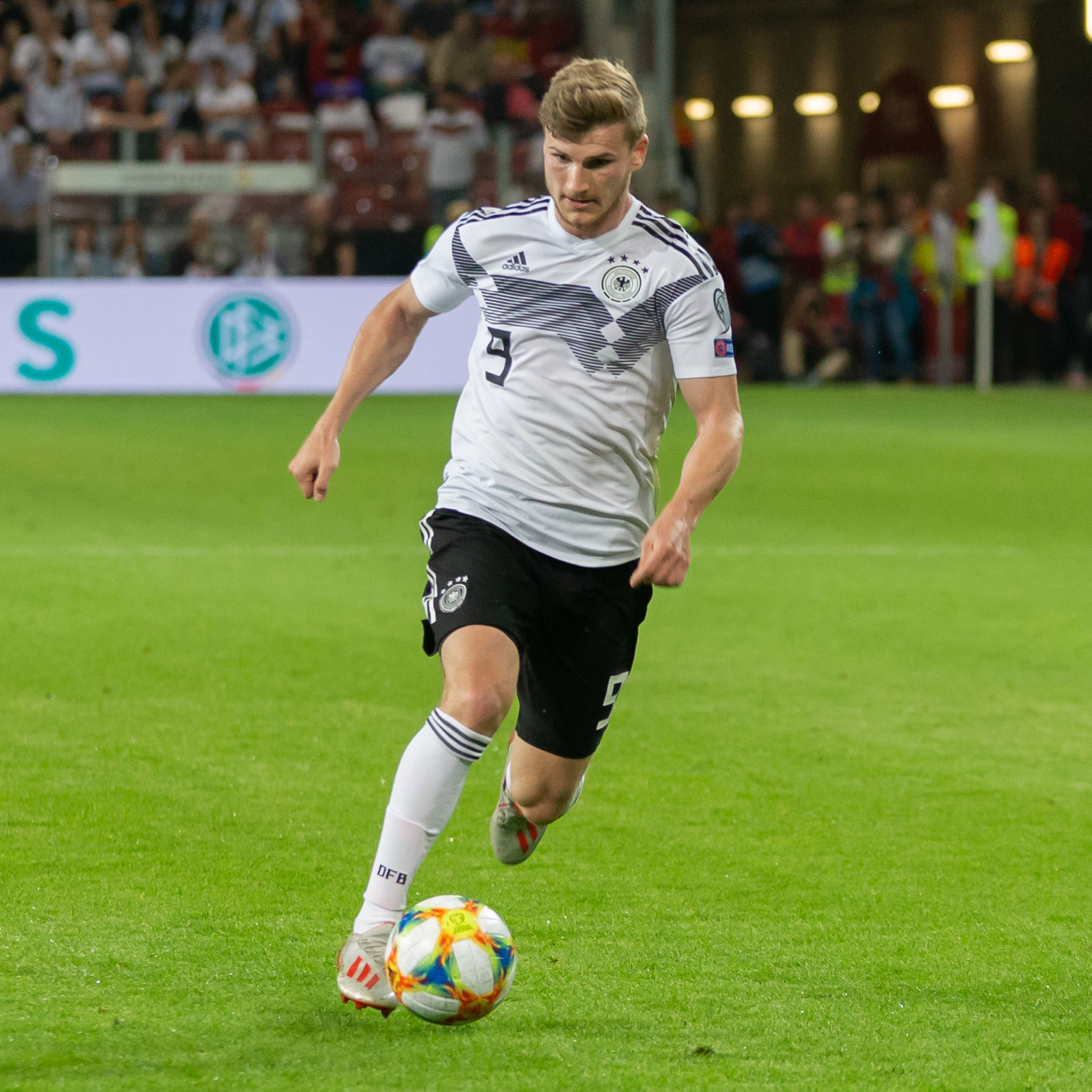
فيرنر مع المنتخب الألماني في مباراة ضد عام 2019 ضمن التصفيات المؤهلة ليورو 2020.

مثل فيرنر ألمانيا على مستوى الشباب، حيث لعب مع فرق تحت 15 سنة وفرق تحت 16 سنة وفرق تحت 17 سنة وفرق تحت 19سنة وفرق تحت 21 سنة وسجل 34 هدفاً في 48 مباراة بشكل عام. في عام 2010، سجل ثلاثة أهداف في أول ظهور له لألمانيا في مباراة ضد بولندا. بعد ذلك بعامين، كان جزءًا من المنتخب الوطني الألماني الذي احتل المركز الثاني في بطولة أوروبا تحت 17 سنة
استدعى فيرنر إلى تشكيلة المنتخب الألماني في عام 2017 من قبل المدير الفني يواكيم لوف للمباراة الودية ضد إنجلترا ومباراة التأهل لكأس العالم 2018 ضد أذربيجان في 22 و 26 مارس 2017 على التوالي.
في 17 مايو 2017، تم تعيين فيرنر في تشكيلة المنتخب الألماني لكأس القارات 2017 في روسيا. وشارك كبديل لساندرو فاغنر في المباراة الافتتاحية للفريق في البطولة ضد أستراليا، قبل تسجيل أول ثنائية دوليين له عندما تم اختيارهم لبدء المباراة النهائية في ألمانيا أمام الكامرون في 25 يونيو. بعد أربعة أيام، سجل فيرنر الهدف الثالث لألمانيا في الفوز 4–1 في الدور نصف النهائي على المكسيك. في 2 يوليو / تموز 2017، ساعد فيرنر على تحقيق الفوز لارس شتيندل في المباراة النهائية لكأس القارات 2017 ضد تشيلي. بفضل ثلاثة أهداف ومرتين، حصل فيرنر على الحذاء الذهبي في البطولة.
في 4 يونيو 2018، تم ضم تيمو فيرنر إلى تشكيلة المنتخب الألماني الأخيرة المكونة من 23 لاعباً في كأس العالم 2018. شارك في أول ظهور له في نهائيات كأس العالم في 17 يونيو / حزيران، بدأ بخسارته 1–0 أمام المكسيك في المباراة الافتتاحية. وشارك في كل من المباريات المتبقية من مرحلة المجموعات لكنه فشل في التسجيل حيث تم القضاء على ألمانيا في مرحلة المجموعات للمرة الأولى منذ عام 1938.

## الإحصائيات

### النادي
آخر تحديث 27 أبريل 2021.
| النادي        | الموسم   | الدوري                         | الدوري | الدوري  | الكأس الوطني | الكأس الوطني | كأس الدوري | كأس الدوري | أوروبا | أوروبا  | أخرى   | أخرى    | المجموع | المجموع |
| النادي        | الموسم   | الدرجة                         | الظهور | الأهداف | الظهور       | الأهداف      | الظهور     | الأهداف    | الظهور | الأهداف | الظهور | الأهداف | الظهور  | الأهداف |
| ------------- | -------- | ------------------------------ | ------ | ------- | ------------ | ------------ | ---------- | ---------- | ------ | ------- | ------ | ------- | ------- | ------- |
| شتوتغارت      | 2013–14  | الدوري الألماني                | 30     | 4       | 2            | 0            | —          | —          | 2      | 0       | —      | —       | 34      | 4       |
| شتوتغارت      | 2014–15  | الدوري الألماني                | 32     | 3       | 1            | 0            | —          | —          | —      | —       | —      | —       | 33      | 3       |
| شتوتغارت      | 2015–16  | الدوري الألماني                | 33     | 6       | 3            | 1            | —          | —          | —      | —       | —      | —       | 36      | 7       |
| شتوتغارت      | المجموع  | المجموع                        | 95     | 13      | 6            | 1            | —          | —          | 2      | 0       | —      | —       | 103     | 14      |
| شتوتغارت ب    | 2013–14  | الدوري الألماني الدرجة الثالثة | 1      | 1       | —            | —            | —          | —          | —      | —       | —      | —       | 1       | 1       |
| آر بي لايبزيغ | 2016–17  | الدوري الألماني                | 31     | 21      | 1            | 0            | —          | —          | —      | —       | —      | —       | 32      | 21      |
| آر بي لايبزيغ | 2017–18  | الدوري الألماني                | 32     | 13      | 2            | 1            | —          | —          | 11     | 7       | —      | —       | 45      | 21      |
| آر بي لايبزيغ | 2018–19  | الدوري الألماني                | 30     | 16      | 4            | 3            | —          | —          | 3      | 0       | —      | —       | 37      | 19      |
| آر بي لايبزيغ | 2019–20  | الدوري الألماني                | 34     | 28      | 3            | 2            | —          | —          | 8      | 4       | —      | —       | 45      | 34      |
| آر بي لايبزيغ | المجموع  | المجموع                        | 127    | 78      | 10           | 6            | —          | —          | 22     | 11      | —      | —       | 159     | 95      |
| تشيلسي        | 2020–21  | الدوري الإنجليزي               | 31     | 6       | 3            | 1            | 1          | 1          | 10     | 3       | —      | —       | 45      | 11      |
| الإجمالي      | الإجمالي | الإجمالي                       | 254    | 98      | 19           | 8            | 1          | 1          | 34     | 14      | —      | —       | 308     | 121     |

1. ↑  تشمل كأس ألمانيا، كأس الاتحاد الإنجليزي
2. ↑  تشمل كأس رابطة الأندية الإنجليزية المحترفة
3. 1 2  المباريات في الدوري الأوروبي
4. ↑  ست مباريات وثلاث أهداف في دوري أبطال أوروبا، وخمس مباريات وأربع أهداف في الدوري الأوروبي
5. 1 2  المباريات في دوري أبطال أوروبا

### المنتخب
آخر تحديث 31 مارس 2021.
| المنتخب | العام   | الظهور | الأهداف |
| ------- | ------- | ------ | ------- |
| ألمانيا | 2017    | 10     | 7       |
| ألمانيا | 2018    | 13     | 2       |
| ألمانيا | 2019    | 6      | 2       |
| ألمانيا | 2020    | 6      | 4       |
| ألمانيا | 2021    | 3      | 0       |
| المجموع | المجموع | 38     | 15      |

اعتبارًا من 16 نوفمبر 2019. قائمة الأهداف والنتائج مع منتخب ألمانيا الأول.
| #  | التاريخ        | المكان                              | م. | الخصم     | الهدف | النتيجة | المسابقة                       | م.     |
| -- | -------------- | ----------------------------------- | -- | --------- | ----- | ------- | ------------------------------ | ------ |
| 1  | 25 يونيو 2017  | ملعب فيشت الأولمبي، سوتشي، روسيا    | 4  | الكاميرون | 2–0   | 3–1     | كأس القارات 2017               | [ 52 ] |
| 2  | 25 يونيو 2017  | ملعب فيشت الأولمبي، سوتشي، روسيا    | 4  | الكاميرون | 3–1   | 3–1     | كأس القارات 2017               | [ 52 ] |
| 3  | 29 يونيو 2017  | ملعب فيشت الأولمبي، سوتشي، روسيا    | 5  | المكسيك   | 3–0   | 4–1     | كأس القارات 2017               | [ 53 ] |
| 4  | 1 سبتمبر 2017  | ملعب سينوبو، براغ، التشيك           | 7  | التشيك    | 1–0   | 2–1     | تصفيات كأس العالم 2018         | [ 54 ] |
| 5  | 4 سبتمبر 2017  | مرسيدس بنز أرينا، شتوتغارت، ألمانيا | 8  | النرويج   | 3–0   | 6–0     | تصفيات كأس العالم 2018         | [ 55 ] |
| 6  | 4 سبتمبر 2017  | مرسيدس بنز أرينا، شتوتغارت، ألمانيا | 8  | النرويج   | 4–0   | 6–0     | تصفيات كأس العالم 2018         | [ 55 ] |
| 7  | 14 نوفمبر 2017 | ملعب راين إنرجي، كولونيا، ألمانيا   | 10 | فرنسا     | 1–1   | 2–2     | ودية                           | [ 56 ] |
| 8  | 8 يونيو 2018   | باي أرينا، ليفركوزن، ألمانيا        | 14 | السعودية  | 1–0   | 2–1     | ودية                           | [ 57 ] |
| 9  | 19 نوفمبر 2018 | فيلتينس أرينا، غلزنكيرشن، ألمانيا   | 23 | هولندا    | 1–0   | 2–2     | دوري الأمم الأوروبية 2018–19   | [ 58 ] |
| 10 | 11 يونيو 2019  | أوبل أرينا، ماينتس، ألمانيا         | 25 | إستونيا   | 7–0   | 8–0     | تصفيات بطولة أمم أوروبا 2020   | [ 59 ] |
| 11 | 13 أكتوبر 2019 | أ. لي كوك أرينا، تالين، إستونيا     | 28 | إستونيا   | 3–0   | 3–0     | تصفيات بطولة أمم أوروبا 2020   | [ 60 ] |
| 12 | 3 سبتمبر 2020  | مرسيدس بنز أرينا، شتوتغارت، ألمانيا | 30 | إسبانيا   | 1–0   | 1–1     | دوري الأمم الأوروبية 2020–21 أ | [ 61 ] |
| 13 | 13 أكتوبر 2020 | ملعب راين إنرجي، كولونيا، ألمانيا   | 33 | سويسرا    | 1–2   | 3–3     | دوري الأمم الأوروبية 2020–21 أ | [ 62 ] |
| 14 | 14 نوفمبر 2020 | ريد بل أرينا، لايبزيغ، ألمانيا      | 34 | أوكرانيا  | 2–1   | 3–1     | دوري الأمم الأوروبية 2020–21 أ | [ 63 ] |
| 15 | 14 نوفمبر 2020 | ريد بل أرينا، لايبزيغ، ألمانيا      | 34 | أوكرانيا  | 3–1   | 3–1     | دوري الأمم الأوروبية 2020–21 أ | [ 63 ] |

## الإنجازات
تشيلسي
- دوري أبطال أوروبا : 2020–21[64]
- كأس السوبر الأوروبي : 2021[65]
- كأس العالم للأندية : 2021[66]

 آر بي لايبزيغ
- كأس ألمانيا الوصيف: كأس ألمانيا 2018–19[67]

 ألمانيا
- كأس القارات: 2017[68]

الفردية
- ذهبية ميدالية فريتز والتر تحت 17 سنة: 2013[69][70]
- فضية ميدالية فريتز والتر تحت 19 سنة: 2015[71]
- تشكيلة اللاعبين الذين تطوروا بشكل مفاجئ في دوري أبطال أوروبا: 2017[72]
- كأس القارات الحذاء الذهبي: 2017[38]
- الدوري الأوروبي تشكيلة الموسم: 2017–18[73]
- تشكيلة الموسم في الدوري الألماني: 2019–20[74]
- الدوري الألماني لاعب الشهر: نوفمبر 2019، ديسمبر 2019[75]

## وصلات خارجية
- تيمو فيرنر على موقع الاتحاد الدولي (مؤرشف)  (الإنجليزية)
- تيمو فيرنر على موقع الاتحاد الأوربي (الإنجليزية)
- تيمو فيرنر على موقع قاعدة بيانات كرة القدم.إي يو (الإنجليزية)
- تيمو فيرنر على موقع بيانات كرة القدم. دي إي (الألمانية)
- تيمو فيرنر على موقع ليكيب (الفرنسية)
- تيمو فيرنر على موقع ناشيونال فوتبول تيمز (الإنجليزية)
- تيمو فيرنر على موقع Soccerbase.com (لاعب) (الإنجليزية)
- تيمو فيرنر على موقع Soccerway.com (الإنجليزية)
- تيمو فيرنر على موقع عالم كرة القدم.نت (الإنجليزية)
- تيمو فيرنر على موقع AS.com (الإسبانية)